# Красная Деревня (Рязанская область)
Красная Деревня — поселок в Скопинском районе Рязанской области. Входит в Павелецкое городское поселение.

## География
Находится в западной части Рязанской области на расстоянии приблизительно 25 км на запад по прямой от железнодорожного вокзала в городе Скопин к востоку от станции Мшанка.

## История
На карте 1941 годы здесь был отмечен поселок Бедняк с 19 дворами.

## Население
Численность населения: 14 человек в 2002 году (русские 100 %), 7 в 2010.